# Pogonolycus elegans
Pogonolycus elegans es una especie de pez de la familia de los Zoarcidae en el orden de los perciformes.

## Morfología
Los machos pueden llegar a alcanzar los 6,9 cm de longitud total.

## Hábitat
Es un pez de mar y de clima templado y demersal que vive entre 130-137 m de profundidad.

## Distribución geográfica
Se encuentra en la Tierra del Fuego (Chile y Argentina ).

## Observaciones
Es inofensivo para los humanos. 